# الوزن المفتوح
الوزن المفتوح (بالإنجليزية: Openweight)‏ هي فئة وزن غير رسمية في الرياضات القتالية والمصارعة المحترفة. يشير إلى النزالات التي لا يوجد فيها حد للوزن ويمكن للمقاتلين الذين لديهم اختلاف كبير في الحجم أن يتنافسوا ضد بعضهم البعض. إنه يختلف عن الوزن غير المقيد ، حيث يوافق المتنافسون على وزن معين بدون فئة وزن رسمية.

## فنون القتال المختلطة

### أبطال محترفون

#### الأبطال الحاليون
هذا الجدول ليس محدثًا دائمًا. تم التحديث الأخير في 17 يناير 2018.
| المنظمة   | البدء          | البطل    | السجل           | الدفاعات |
| --------- | -------------- | -------- | --------------- | -------- |
| رود أف سي | 24 سبتمبر 2016 | مايتي مو | 12-5 (9KO 3SUB) | 2        |